# دشت مغان
دَشت مُغان (در اصل جلگهٔ مغان) نام جلگه‌ای است در شمالی‌ترین قسمت استان اردبیل در شمال باختری ایران است. ↵مغان جلگه‌ای است در ساحل جنوبی رود ارس و غرب دریای خزر که قسمت عمده آن در جمهوری آذربایجان و بخشی نیز در شمالی‌ترین قسمت استان اردبیل در شمال غربی ایران واقع است.↵مغان به دلیل خاک حاصلخیز، هوایی مناسب و بارانی کافی و همچنین رود ارس از جمله مناطق کاشت و برداشت محصولات کشاورزی محسوب می‌شود. ↵هلو، شلیل، زردآلو، آلو، سیب، گلابی، به، انگور، گیلاس، آلبالو، انار، انجیر، خرمالو، گوجه سبز، ازگیل، توت، تمشک، هندوانه وخربزه از جمله میوه‌های این منطقه است. ↵ذرت، کلزا، گندم، سویا، کنجد، زیتون، آفتابگردان، برنج، لوبیا سبز، نخود فرنگی، باقالی، پیاز، گوجه فرنگی، خیار، کدو، کدو تنبل، بادمجان، سیر، فلفل، بادام زمینی، بادام، پسته، پنبه، گردو، چغندرقند، حبوبات و لبنیات دیگر محصولات این منطقه هستند که رشد بسیار خوبی دارند.

## جغرافی
دشت مغان از ده شهر بیله سوار، پارس‌آباد، جعفرآباد، مغانسر، اصلاندوز، گرمی، انگوت اسلام‌آباد، اولتان و بابک تشکیل شده‌است که قدیمی‌ترین شهر آن گرمی می‌باشد. طبق منابع یک سوم این دشت در ایران قرار دارد و مابقی در جمهوری آذربایجان است. دوران اوج مغان نیز در شهرستان مغان زمانی بود که کشت و صنعت در اوج رونق اقتصادی بود؛ که پس از جدا شدن از مشگین‌شهر توانست کم‌کم بر امکانات خود بیفزاید. مغان به پنج شهرستان گرمی، انگوت، پارس‌آباد، بیله سوار و اصلاندوز تقسیم شد. هم‌اکنون کشت و صنعت‌های مغان زبانزد عام و خاص است. در میان این پنج شهرستان، گرمی کهن‌ترین شهر می‌باشد. طبق تحقیقات باستان شناسان تاریخ دشت مغان مربوط به هزاران سال پیش است و وجود اشیای تاریخی بسیار که اکنون در موزه‌های شهرهایی همچون تبریز و اردبیل و … موجود می‌باشند گواهی بر این مدعاست که این دشت دارای پیشینه بسیار بالایی است. همچنین آب و هوای مناسب این دشت نیز نه تنها در استان بلکه در منطقه آذربایجان نمونه است. خاک هر سه شهر مغان بسیار ارزشمند است و طبق اظهار نظر کارشناسان کشاورزی محصول دهی خاک این شهرها از دیگر مناطق بیشتر است. همچنین پارس‌آباد نیز زمین‌های حاصلخیز و مناسبی برای کشت دارد و از این رو نام و آوازه کشت و صنعت و دامپروری مغان در همه جا پیچیده‌است.
موقعیت جغرافیایی منطقه مغان و شهرستان پارس‌آباد:در قسمت شمالی جلگه مغان قرار گرفته و با مساحت ۱۵۵۴ کیلومترمربع، شمالی‌ترین شهرستان استان می‌باشد؛ که از لحاظ موقعیت ریاضی بین ۳۹درجه و۲۰دقیقه تا ۳۹درجه و۴۲دقیقه عرض شمالی و۴۷درجه و۳۰دقیقه تا۴۸درجه و۱۰دقیقه طول شرقی از نصف النهارگرینویچ واقع شده و از سطح دریا به‌طور متوسط ۴۵ متر ارتفاع دارد. این شهرستان از شمال به رودخانه ارس و جمهوری آذربایجان، از غرب به شهرستان کلیبردر استان آذربایجان شرقی، از شرق به جمهوری آذربایجان و از جنوب و جنوب غربی به شهرستان‌های بیله سوار محدود می‌گردد.
شهر پارس‌آباد در۳۹درجه و۳۹دقیقه عرض شمالی و۴۷درجه و۵۴ دقیقه طول شرقی از نصف النهارگرینویچ قراردارد. فاصله این شهراز مرکز استان اردبیل، ۲۲۰کیلومتر بوده و دارای ۳بخش می‌باشد.

### چهره زمین و ناهمواری‌ها
قسمت شمالی جلگه وسیع و حاصلخیز مغان شهرستان پارس‌آباد می‌باشد که از دامنه‌های شمالی کوه‌های خروسلوداغ و صلوات داغ در جنوب منطقه شروع گردیده و تا سواحل رود ارس در شمال به صورت سرزمینی نسبتاً هموار باشیب ملایمی گسترده شده‌است. به‌طور کلی چهره طبیعی منطقه را می‌توان به سه قسمت کوهستانی - کوهپایه‌ای و جلگه‌ای تقسیم نمود:

### نواحی کوهستانی
ارتفاعات جنوب، جنوب غرب و غرب منطقه را شامل می‌گردد که با شیب بیش از۱۰درصد از ارتفاع حداقل ۱۰۰متر به سمت جنوب و غرب برمیزان ارتفاع افزوده شده وتا حدود۷۰۰متر می‌رسد. دهستان قشلاق غربی، قسمت‌های از بخش اصلاندوز، بخش مرکزی و دهستان قشلاق شمالی در این نواحی قراردارند.

### نواحی کوهپایه‌ای
به‌طور کلی زمین‌های کمتراز۱۰۰متر ارتفاع متصل به کوهستان تا نزدیک جلگه را می‌توان جزو این ناحیه به حساب آورد. شیب زمین در این نواحی حدود ۱ تا ۱۰ درصد می‌باشد، کلاً اراضی مساعد برای فعالیت‌های کشاورزی و دامپروری و سکونت انسانی محسوب می‌گردد.

### نواحی جلگه‌ای
درشمال منطقه با شیب بسیار ملایم، کمتراز۵ درصد تا سواحل رود ارس گسترش دارد و به دلیل وجود خاک‌های آبرفتی دانه ریز و رسوبی و حاصلخیز تماماً زمین‌های عمده کشاورزی را تشکیل داده و از تراکم زیاد جمعیت برخوردار می‌باشد. این نواحی تا ارتفاع حداقل ۳۰متر از سطح دریا در منتهی‌الیه شمال شرق منطقه در دهستان ساوالان تداوم می‌یابد.

## تاریخ

### مغان در کتب تاریخی

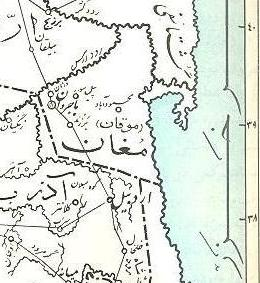
مغان در دوره خلفای عباسی

هکاتیوس میلتی مورخ یونان باستان از قومی به نام «میک» در اراضی رود ارس یاد کرده‌است. به اعتقاد محققان میک‌ها همان مغان هستند. هرودوت از آنها با عنوان «موخوی» (muxoy) نام برده‌است.
از زمان‌های بسیار قدیم اقوامی در سرزمین مغان سکنی گزیده‌اند که ایرانیان به ایشان آذری یا آذربایجانی گفته‌اند و این کلمه را در زبان اروپایی قدیم مخصوصاً در یونانی آذربایجان و سرزمین آن‌ها را آذربایجان ضبط کرده‌اند. در زمان‌های بعد آذربایجان را شامل سرزمینی که در میان شروان و آذربایجان ایران بوده‌است می‌دانستند. به‌طور کلی نام آذربایجان از آغاز قرن اول میلادی در تاریخ ذکر شده‌است.
مرحوم سعید نفیسی نام قدیمی مغان را آموکان می‌داند، او در بخش معرفی سرزمین آذربایجان و مردم آن دیار می‌نویسد:
"پای آذری در سرزمین آذربایجان در خلافت عثمان بن عفان (۳۵–۲۳ هجری) باز شد. پیش از این خاندانی از آذربایجان در این سرزمین پادشاهی داشتند. نام (مغان) قدمت چند صد ساله دارد.
حاج زین العابدین شیروانی در کتاب «بستان السیاحه» در مورد موقعیت مغان چنین می‌نویسد:
" بعضی او را به واو نویسند. ولایتی است مشهور و دیاریست مذکور، مشتمل است بر بلاد قدیم و نواحی عظیمه و مراتع دلکش و موضع بسیار خوش از اقلیم پنجم و هوایش خرم و محدود است از شمال به ولایت شیروان و از جنوب به ملک آذربایجان و از شرق به ارض تالش و از مغرب به گرجستان.
امروزه، مردم محلی و بومی منطقه به خصوص شاهسونها، مغان را موغان می‌گویند.
نظامی گنجوی در مورد مغان می‌گوید:
| به فصل گل به موقان است جایش |  | که تا سرسبز باشد خاک پایش |

## آثار تاریخی منطقه مغان
در این منطقه تاریخی آثار بسیاری وجود دارند، که هر کدام از آن‌ها خصوصیات منحصر به فرد خود را داشته و بر اساس فرهنگ حاکم بر مردم زمان خود بنا شده‌اند. برای مثال گورستان‌های دشت مغان اغلب منسوب به هزاره اول و پیش از میلاد مسیح و مقدسات آن دوره هستند.
برخی از آثار تاریخی و تکرار نشدنی دشت مغان عبارتند از:
- قلعه اولتان مغان
- برج قارلوجا
- تپه خرمن (امستان علیا)
- تپه نادری (اصلاندوز)
- زیستگاه خروسلوی مغان
- پل تاریخی خمارلو مغان
- زیستگاه آقابابا
- زیستگاه حسن دره سی
- گورستان اصلاندوزمغان
- گورستان کولار کورعباسلوی مغان

### مغان در سفرنامه‌ها
مغان در سفرنامه آدام اولئاریوس
آدام اولئاریوس در سال ۱۵۹۹ میلادی در شهر آشرس لبن (Aschersleben) آلمان در خانواده یک کفاش متولد شد. چون وضع مالی خانواده اش خوب نبود تحصیلات خود را با زحمت زیاد در حالی که کار می‌کرد ادامه داد و در سال ۱۶۲۰ میلادی وارد دانشگاه شد و در رشته علوم دینی مشغول تحصیل شد و در ضمن آن در رشته‌های ریاضی، نجوم، و زمین‌شناسی نیز تبحر پیدا کرد. سپس وارد دانشگاه فلسفه شد و در سال ۱۶۲۷ فارغ‌التحصیل گردید. اولئاریوس به عنوان مستشار و دبیر اول سفارت کشور شاه زاده‌نشین شلزویگ هلشتین (Schleswig Holstein) در ایران مشغول کار شد و با ثبت خاطرات و وقایع روزانه سفر خود، اقدام به چاپ سفرنامه خود نمود. متن زیر از کتاب وی برگرفته شده‌است.
آدام اولئاریوس در فصل ششم سفرنامه خود تحت عنوان مسافرت از شماخی تا اردبیل در مورد مغان چنین می‌نویسد: «... آخر ماه مارس به دهکده جوات در کنار رودخانه کر رسیدیم. خانه‌های این دهکده با نی ساخته شده بود و روی آن را با گل پوشانده بودند. ربع مایل بالاتر رود آراکس که امروز به آن ارس می‌گویند جریان دارد. سرچشمه ارس از جنوب باختری و رودخانه کر از باختر و شمال باختری است. پهنای هر رودخانه یکصد و چهل قدم و آب جاری در آن قهوه‌ای رنگ، آرام و عمیق است و بین دو کناره نسبتاً بلند جریان دارد. در کنار این رودخانه و نیز در تمام دشت مغان نیشکر و به وفور و گاهی برخی از آن به قطر یک بازو می‌روید. رودخانه کر مرز بین شروان و دشت مغان را به‌وجود آورده‌است. در کنار دهکده جوات پل بزرگی وجود دارد که ما روز دوم آوریل از روی آن گذشتیم و در آن طرف رودخانه یعنی منطقه مغان از سوی یک مهماندار یا بلد جدید که خان اردبیل اعزام داشته بود مورد استقبال قرار گرفتیم …».
«به هر حال سفر را ادامه دادیم و مسیر راه تقریباً یک مایل از ارس به طرف بالا بود. توقف شبانه ما در مرغزاری در فاصله نیم مایلی از ساحل و در کلبه‌های چوپانی مدور شکل بود که مهماندار به خاطر ما از قبل دستور فراهم کردنشان را داده بود.»
«روز سوم آوریل مرغزار مذکور را پشت سر گذاشتیم و شب را در همان کلبه‌ها که مهماندار آن را از جای خود کنده و جلوتر فرستاده بود، به‌سر بردیم. در آن روز چند گله بزرگ از وحوش را که ترک‌ها آن را جیران و ایرانیها آهو می‌نامند، دیدیم. اینها تقریباً شبیه گوزن هستند ولی پشمشان سرخ رنگ و شاخشان مانند شاخ بز به طرف عقب خم شده‌است و بسیار تند می‌دویدند. این نوع حیوان وحشی گویا فقط در مغان، شماخی، قره باغ و مراغه وجود دارد. در کنار نهری که بالا رود (بالها رود) نام داشت و ما برای لحظه‌ای استراحت و نوشیدن در آنجا توقف کردیم، تعداد زیادی لاک‌پشت دیدیم. آن‌ها در کنار ساحل بلند و روی زمین و تپه‌ها سوراخهایی در ماسه و شن کنده و در آن تحمگذاری کرده بودند …».
«پنجم آوریل به انتهای دشت مغان یعنی به کوه‌ها و سرزمین باجروان رسیدیم. از میان نهری گذشتیم و شب را در دهکده‌ای به نام شیخ مراد گذراندیم. خانه‌ها در اطراف و میان کوه ساخته شده بود. خانه‌های واقع در جلوی دهکده را با قطعات سنگ و خانه‌های عقبی را در داخل کوه ساخته و روی آن را با نی پوشانده بودند …».
«روز ششم همین ماه مسافرت را در بالای کوه و بین آن ادامه دادیم. میان راه در جاهای مختلف درخت انجیر دیدیم که به‌طور وحشی روئیده بود. همان روز به دهی خالی از سکنه رسیدیم، هنوز وسایل خود را برای استقرار آماده نکرده بودیم که به ما خبر دادند در پائیز گذشته (۱۰۴۵ ه‍.ق) بیماری وبا تمام اهالی این دهکده را به هلاکت رسانده‌است بنابراین توقف را جایز ندانسته فوراً از ده خارج شدیم و در بیابان برای خود خمیه زده و سایرین زیر آسمان و بدون سرپناه مشغول استراحت شدند؛ ولی هنگام شب کلبه‌های گرد پیشین که مهماندار آن را بر پشت گاوهای نر حمل می‌کرد رسید و در آن‌ها اقامت کردیم. این کلبه‌ها با چند چوب دراز و پیچ و خم دار که در راس توسط صفحه‌ای به یکدیگر متصل می‌شدند، ساخته شده بود و در موقع لزوم جدا و مجدداً به هم وصل می‌شدند و مورد استفاده قرار می‌گرفتند. وقتی که هوا را مهی غلیظ و بدبو فرا گرفت و سرد شد، دیدیم که چند نفر از همراهان به یکی از همان خانه‌های روباز ده رفتند و در میان منزل هیزم آتش کرده‌اند. ما نیز به آن‌ها پیوستیم و شرابی را که در شب پیش تهیه کرده بودیم به میان آوردیم و مشغول نوشیدن شدیم. آن شب را با ترس از بیماری وبا و گفتگوهای شیرین و سرگرمیهای مختلف به صبح رساندیم (۱۶۳۵ م).»
آدام آلئاریوس از دشت مغان به اردبیل رفته و مدتی طولانی در آن شهر می‌ماند و رهسپار گیلان می‌شود. آلئاریوس سپس از گیلان به مقصد شماخی حرکت کرده و این بار نیز از دشت مغان عبور کرده و در مورد این منطقه در سفرنامه خود چنین می‌نویسد:
«دربارهٔ دشت مغان آنچه باید گفته شود این است که درازای آن بیش از شصت و پهنایش را بیست مایل تخمین می‌زنند و ترک‌ها این دشت را مین دون لوک (هزار سوراخ دود) و ایرانیها موغان یا موکان می‌نامند، زیرا در این دشت اقوام و نژادهای مختلفی زندگی می‌کردند که در زمان … به مخالفت با ایشان برخاسته و از این جهت آن‌ها را به این منطقه تبعید کرده بودند که نه در شهرها و نه در دهات اجازه اقامت داشتند، بلکه فقط می‌بایست در کلبه زندگی کنند. این افراد را سومک رعیتی می‌نامند، زیرا بخشی از آن‌ها به عنوان برده‌های فلک زده باید اسیر شاه باشند و گروه دیگر چون امکانات بسیار محدودی برای معیشت در اختیارشان گذاشته شده در فقر و بدبختی زندگی می‌کنند. اهالی دشت مغان از طریق گله داری زندگی را می‌گذرانند. تابستان راهی دامنه کوه‌های سبلان که چراگاه و آب و هوای خنک دارد می‌شوند و در زمستان بساط زندگی را بر پهنه دشت باز می‌کنند.»
منبع:کتاب دوجلدی مغان نگین آذربایجان-نوشته احد قاسمی- چاپ تهران ۱۳۷۷-جلد اول